# Громовенко Євген Федорович
Євген Федорович Громовенко (1 лютого 1910 — 19??) — український радянський розвідник. Начальник П'ятого відділу (розвідувального) Управління НКВС Української РСР (1938—1939).

## Життєпис
Народився у лютому 1910 року на ст. Микитівка нинішньої Луганської області. У 1927 році закінчив Дніпропетровську професійну школу, за фахом електрика. У 1932 році закінчив Дніпропетровський інститут інженерів транспорту.
З 1927 року — працював на електростанції станції Долинська Сталінської залізниці
З квітня 1928 по серпень 1930 рр. — старший електрик-монтер на залізничній станції Знаменка.
З квітня 1932 року — зарахований практикантом Особливого відділу Управління Народного комісаріату внутрішніх справ Дніпропетровської області.
У 1932 році проходив службу помічником уповноваженого у Павлоградському районному відділенні зазначеного Управління.
З березня 1933 по 1935 рр. — працює помічником уповноваженого у міському відділі НКВС Запоріжжя
У 1935—1937 рр. — уповноважений Особливого відділу Управління НКВС
У 1937 році стає помічником начальника 3-го відділення Управління державної безпеки Запорізького міськвідділу НКВС.
У 1937 році — на посаді начальника відділення 3-го відділу УДБ НКВС Української РСР, Київ.
З березня по вересень 1938 року — заступника, начальник 3-го відділу УДБ Управління НКВС по Чернігівській області.
З 26 жовтня 1938 по травень 1939 рр. — виконує обов'язки начальника П'ятого відділу (розвідувального) Управління НКВС Української РСР.
2 червня 1940 року — звільнився з органів держбезпеки.

## Нагороди та відзнаки
- Бойова зброя
- Грамота Всеукраїнського Центрального виконавчого комітету Ради Народних депутатів (1937),
- Знак «Почесний працівник ВНК-ДПУ-НКВС» (1938).